# Ami Otaki
Ami Otaki (大滝 麻未 Ōtaki Ami?), född 28 juli 1989, är en japansk fotbollsspelare som spelar för Nippatsu Yokohama FC Seagulls.
Ami Otaki spelade 3 landskamper för det japanska landslaget.